# Lisa Fuller
Lisa Fuller (Los Angeles (Californië), 6 november 1966) is een Amerikaanse actrice.

## Biografie
Fuller is getrouwd met de acteur Dan Gauthier. Ze hebben elkaar in 1989 leren kennen toen ze allebei een rol hadden in de film Teen Witch en hebben samen een zoon.
Fuller begon in 1986 acteercarrière met de televisieserie Mr. Belvedere. Hierna heeft ze meerdere rollen gespeeld in televisieseries en films, zoals 21 Jump Street (1987), Doogie Howser, M.D. (1989), The Fresh Prince of Bel-Air (1990-1991) en Freshman Dorm (1992). 

## Filmografie

### Films
Uitgezonderd korte films.
- 1994 Frogmen - als jonge vrouw
- 1989 Terrifying Tales - als Angela
- 1989 An Eight Is Enough Wedding – als Rebekka
- 1989 Night Life – als Joanie Snowland
- 1989 How I Got Into College – als gastvrouw van een gameshow
- 1989 Teen Witch – als Randa
- 1988 Earth Girls Are Easy – als Kikki
- 1988 Bring Me the Head of Dobie Gilles – als Eloise
- 1987 Baby Boom – als Stacy
- 1987 The Monster Squad – als zus van Patrick

### Televisieseries
Uitgezonderd eenmalige gastrollen.
- 1992 Freshman Dorm – als Cynthia - 5 afl.
- 1990 – 1991 The Fresh Prince of Bel-Air – als Toni – 4 afl.
- 1990 General Hospital – als Dawn Winthrop – 22 afl.
- 1988 - 1989 Head of the Class - als Tami - 3 afl.
- 1986 - 1988 The New Gidget - als Alexis - 3 afl.